# A Taste of Honey
"A Taste of Honey" é uma canção de pop tradicional composta por Bobby Scott e Ric Marlow como trilha de um musical da Broadway de mesmo nome. Ambos receberam o Grammy Award de melhor tema instrumental em 1963. Os Beatles a regravaram em seu álbum de estreia, Please Please Me, de 1963. Uma versão desta época foi lançada em 1977 no álbum Live! at the Star-Club in Hamburg, Germany; 1962.
Uma versão gravada por Herb Alpert & The Tijuana Brass recebeu três Grammys em 1966: Gravação do Ano, Melhor Arranjo Instrumental e Melhor Desempenho Instrumental.